# J. 리 톰슨
J. 리 톰프슨(J. Lee Thompson, 본명: 존 리 톰프슨, John Lee Thompson, 1914년 8월 1일 ~ 2002년 8월 30일)은 런던과 헐리우드에서 활동했던 영국의 영화감독이다. 나바론의 요새, 케이프 피어 (1962년 영화), 혹성탈출: 노예들의 반란 등의 작품으로 알려져 있다.

## 선별된 작품
- 나바론의 요새
- 케이프 피어 (1962년 영화)
- 대장 부리바 (1962년 영화)
- 루이자의 선택
- 마켄나의 황금
- 혹성탈출: 노예들의 반란
- 혹성탈출: 최후의 생존자
- 페세이지
- 추적자 (1984년 영화)
- 킹 솔로몬
- 뉴욕 타임스
- 국제표준도서번호
- 로스앤젤레스 타임스
- 인터넷 영화 데이터베이스
- 영국 영화 협회
- 나바론의 요새
- 케이프 피어 (1962년 영화)
- 대장 부리바 (1962년 영화)
- 루이자의 선택
- 마켄나의 황금
- 혹성탈출: 노예들의 반란
- 혹성탈출: 최후의 생존자
- 페세이지
- 추적자 (1984년 영화)
- 킹 솔로몬